# Lucida
Lucida es una conocida familia tipográfica diseñada por Charles Bigelow y Kris Holmes en 1985.
La familia incluye varios tipos de letras; como son Blackletter, Calligraphy y Handwriting además de las clásicas serif (Fax y Bright) y sans-serif (Sans, Sans Unicode, Grande y Sans Typewriter). Bigelow & Holmes, junto con la (ahora extinta) Y&Y proveedor de TeX, extendieron la familia Lucida a todo el conjunto de símbolos matemáticos, llamando a este Lucida Sans Unicode por lo que es uno de los pocos tipos de letra que ofrecen todas las funciones de texto y escritura matemática en TeX.

## Usos
- Lucida Console es la tipografía utilizada en el pantallazo azul de Windows XP y Windows CE así como también la fuente predeterminada para el Bloc de notas.
- Lucida Sans Demibold (muy similar a Lucida Grande Bold pero con más cran en los números) es utilizado en el Sistema Operativo OS X de Apple y muchos de sus programas, como por ejemplo Front Row.
- Air Canada utiliza Lucida Sans en su logo.

## Ejemplos

Lucida Sans
Lucida Sans Typewriter
Lucida Console
Lucida Handwriting
Lucida Grande
Lucida Calligraphy
Lucida Blackletter
Lucida Fax
Lucida Bright
Lucida Serif

- Datos: Q267249
- Multimedia: Lucida / Q267249